# Georgskirche (Aplerbeck)

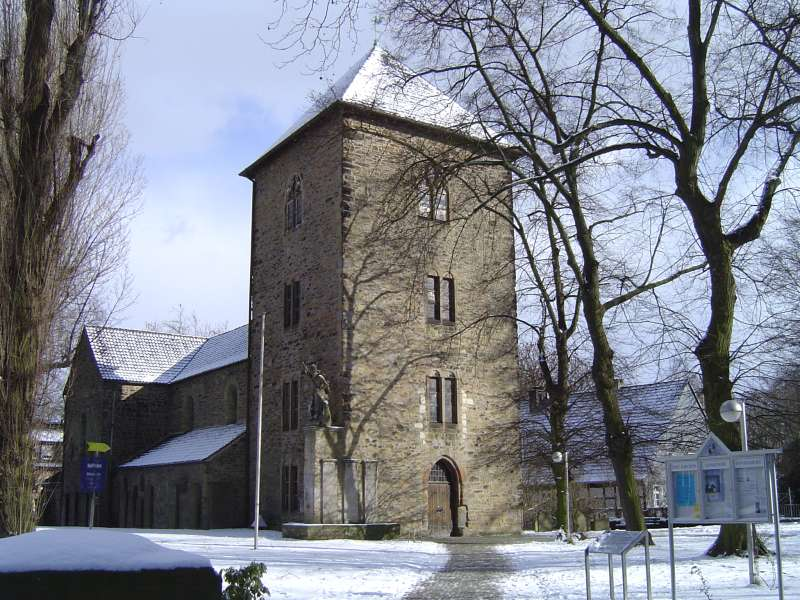
Georgskirche

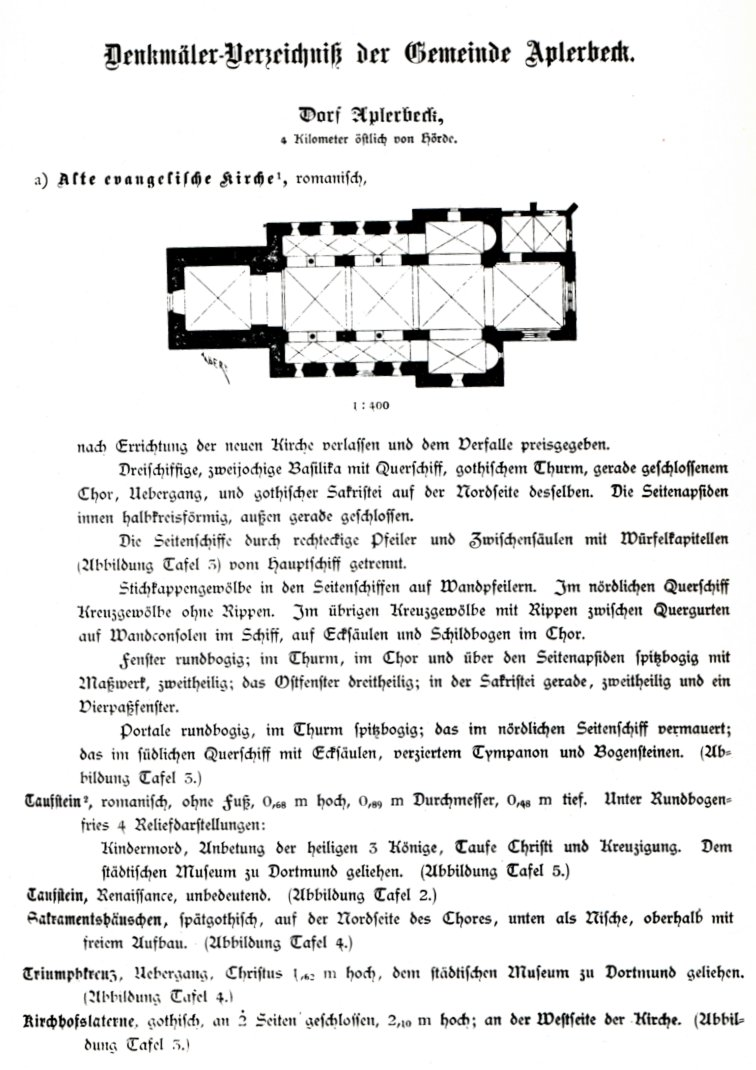
Plan und Beschreibung Ludorff 1894

Die Georgskirche ist eine Kreuzbasilika im Dortmunder Stadtteil Aplerbeck. Sie gehört zur evangelischen Georgs-Kirchengemeinde Dortmund. Die Kirche ist die einzige Kreuzbasilika in Dortmund und als Baudenkmal in die Denkmalliste der Stadt Dortmund eingetragen. Im September 2011 feierte die Gemeinde eine Festwoche zum 850-jährigen Bestehen der Kirche.

## Geschichte

### Ursprünge
Eine erste, beiläufige Erwähnung fand die Kirche durch die Einrichtung einer Nutznießung an ihrem Lehen zugunsten des Pfarrers Radboldus durch die Witwe Wichburg in ihrer Schenkung an das Stift St. Gereon in Köln im Jahr 899. Zu dieser Zeit gehörte zu einem Pfarrer auch immer eine Eigenkirche, so dass angenommen werden kann, dass es eine Kirche in Aplerbeck gegeben hat.
Weitere urkundliche Bestätigungen einer Kirche gibt es aus dem Jahr 1147. In einer Bestätigungsurkunde durch Papst Eugen III. zugunsten des Klosters in Deutz wird dem Kloster die Kirche und der Zehnte zugesprochen. Der Gegenpapst Victor IV. bestätigte dies 1161 und auch Papst Innozenz III. in einer Urkunde von 1207.
Spuren dieses Vorgängerbaus wurden bei der Renovierung der Kirche 1963 und bei Probegrabungen 1992 gefunden. Der Bau der Georgskirche jedoch wird anhand von Erwähnungen in Urkunden zwischen 1150 und 1160 datiert. Baupläne oder Namen von Bauherren oder Stiftern sind nicht erhalten geblieben. Errichtet ist die Kirche als romanische Kreuzbasilika bestehend aus Mittelschiff, zwei Seitenschiffen, Querschiff, Turm im Westen und Apsis.

### Turm
Wichtig für die Bewohner Aplerbecks war der Bau des wuchtigen und wehrhaften Westturms der Georgskirche im späten Mittelalter. Um 1300 wurde der Turm, gebaut aus unbehauenem Sumpfsandstein, vor die Westfassade gestellt. Er hatte ursprünglich keine Fenster, sondern lediglich Schießscharten. Als Wehrturm angelegt, diente er dem Schutz der Bevölkerung, wenn Feinde nahten. Der ursprüngliche Turmeingang befand sich ungefähr zwei Meter über dem heutigen Haupteingang. So konnte der Turm nicht erobert werden.

### Gotische Umbauarbeiten

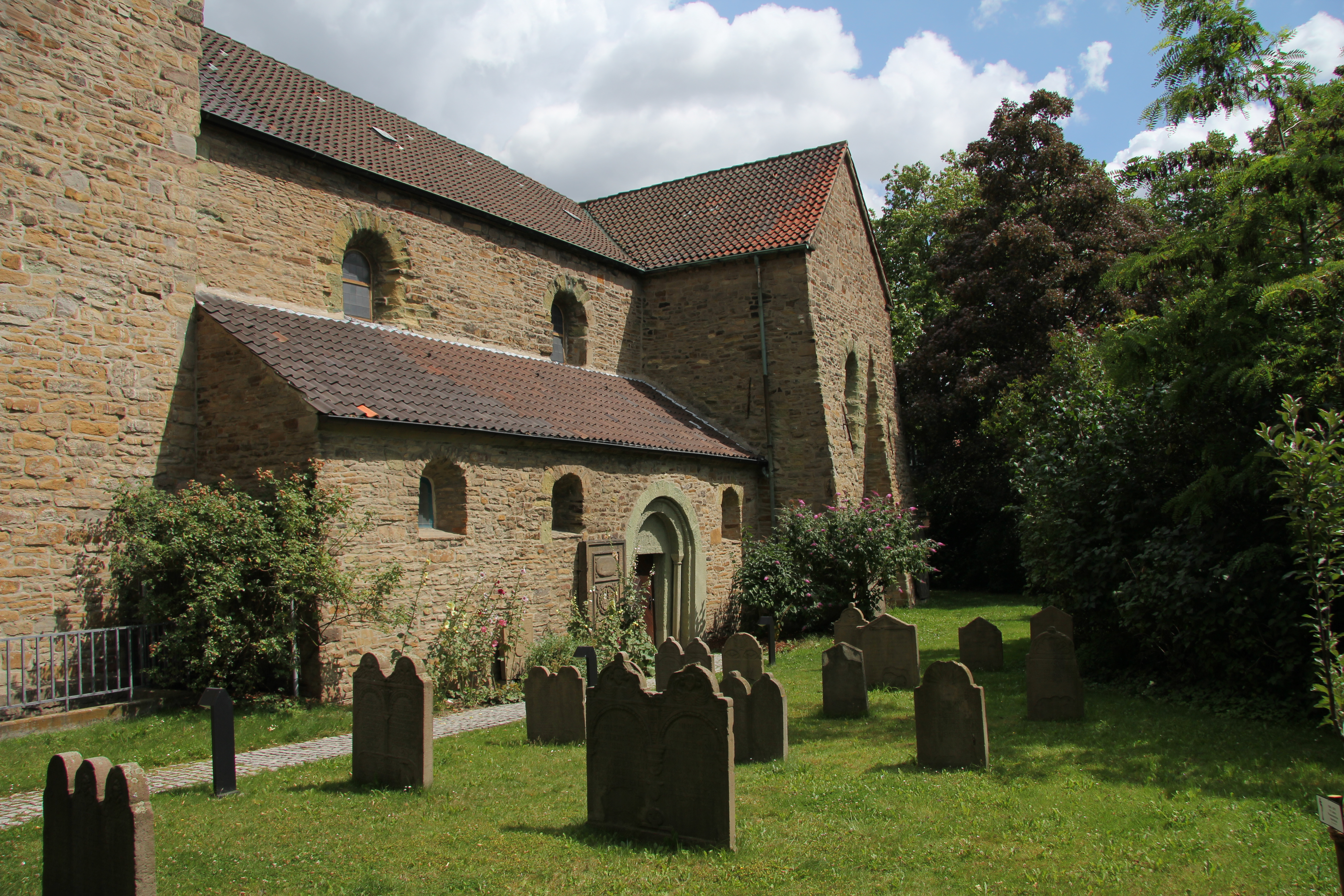
Südliches Seitenschiff mit „Himmelspforte“ und den wieder eingesetzten Grabsteinen

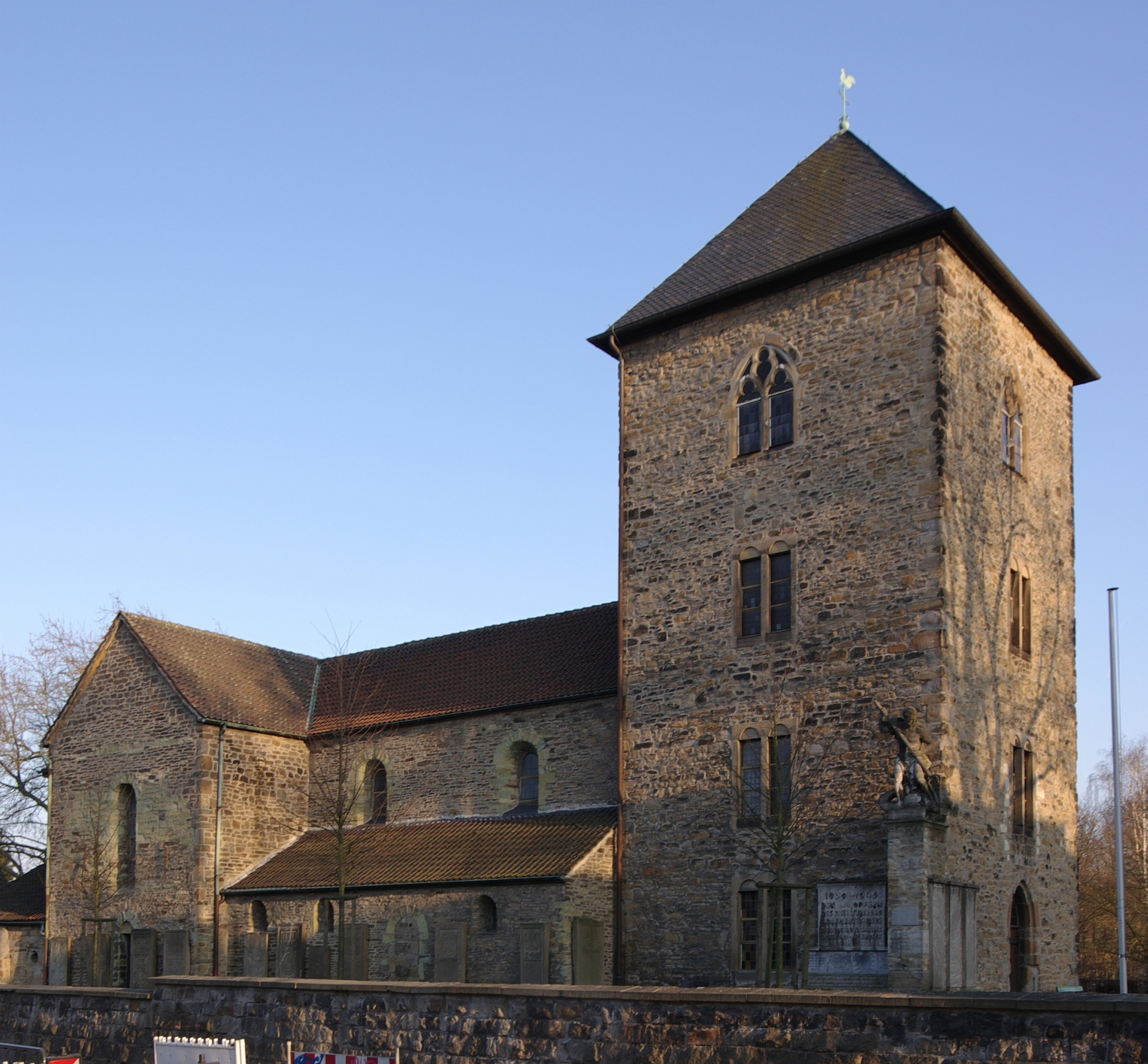
Nordansicht mit historischen Grabsteinen

Der Abschluss der Umbauarbeiten im gotischen Stil kann durch die Altarstiftung der Kirche auf das Jahr 1404 datiert werden. Die romanische Apsis wurde durch einen quadratischen Chorraum mit Kreuzrippengewölbe und einem flachen Abschluss ersetzt. Der Westturm bekam gotische Schallluken und ein Westportal. Dabei verlor er seine Funktion als Trutzturm. Der bis dahin einzige Zugang über dem neu geschaffenen Westportal wurde zum Fenster umgebaut. Das südliche Querschiff bekam ein gotisches Fenster, am nördlichen Querschiff wurde neben dem Chorraum eine Sakristei errichtet. Drei spitzbogige Gewölbe zwischen Chorjoch und Turmjoch wurden eingespannt. Trotz der gotischen Formen wirkten die Gewölbe des Mittelschiffs und des Turmes noch sehr gedrungen. Die Umbauten destabilisierten die Grundmauern des südlichen Querschiffs, welches auf aufgeschüttetem Geröll des Vorgängerbaus errichtet ist. Nachträglich wurde die südliche Mittelschiffwand mit einem Kontermauerwerk stabilisiert. Dieses ist auch heute noch sichtbar.

### Reformation
Nachdem Papst Leo X. 1515 die Georgskirche in Aplerbeck mit der Reinoldikirche in Dortmund vereinigte, kam es zu Streitigkeiten mit dem Kloster Deutz. Diese konnten 1549 beigelegt werden. Die Reinoldikirche verpflichtete sich zu einer jährlichen Zahlung in Höhe von zwei Goldgulden, im Jahr der Einsetzung eines neuen Pfarrers in St. Reinoldi zu einer Zahlung in Höhe von vier Goldgulden. Im Gegenzug erkannte der Abt des Klosters Deutz die Vereinigung der Kirchen an, und das Patronatsrecht an der Georgskirche wechselte auf die Reinoldikirche. Dadurch hatte der Beschluss des Dortmunder Rates für die Einführung der Reformation 1570 auch Bedeutung für die Kirche in Aplerbeck. Als erster reformierter Pfarrer gilt der Kleriker Johann Voss, der 1577 durch die Pfarrer und Vikare von St. Reinoldi, wie in Aplerbeck üblich, nach Vorschlag durch die Herren von Haus Rodenberg, vom Haus Heithoff in Schüren und von Haus Sölde, eingesetzt wurde. In der Zeit vor und auch in der Zeit nach dem Beschluss des Dortmunder Rates war es jedoch ebenfalls üblich, dass in der Georgskirche Messen „nach Christo“ und „nach dem päpstlichen Gesetz“ gehalten wurden. Nicolaus Witthenius schließlich unterschrieb am 2./3. Oktober 1612 das Augsburger Bekenntnis der lutherischen Synode der Grafschaft Mark bei Unna. Somit wurde die Gemeinde lutherisch.

### Barocke Renovierung
Schwer zu Schaden kam die Georgskirche im Dreißigjährigen Krieg, sodass in einer Urkunde von 1652 dringend zu Renovierungsmaßnahmen geraten wird. Noch im selben Jahr erfolgten Reparaturen am Turm und am Altar. Auch ein neuer, hölzerner Altaraufbau mit gedrechselten Säulen, dem Landeswappen und einem großen Altarbild wurde errichtet. Zudem ein neuer Taufstein. Jedoch folgte nach der Reformation eine Zeit des Wortes. Weitere Baumaßnahmen blieben aus. Es folgten Jahre und Jahrhunderte, in denen ausschließlich Renovierungen stattfanden, die sich auf die nötigsten Arbeiten beschränkten.

## Die Zeit der Ruine von 1872–1928

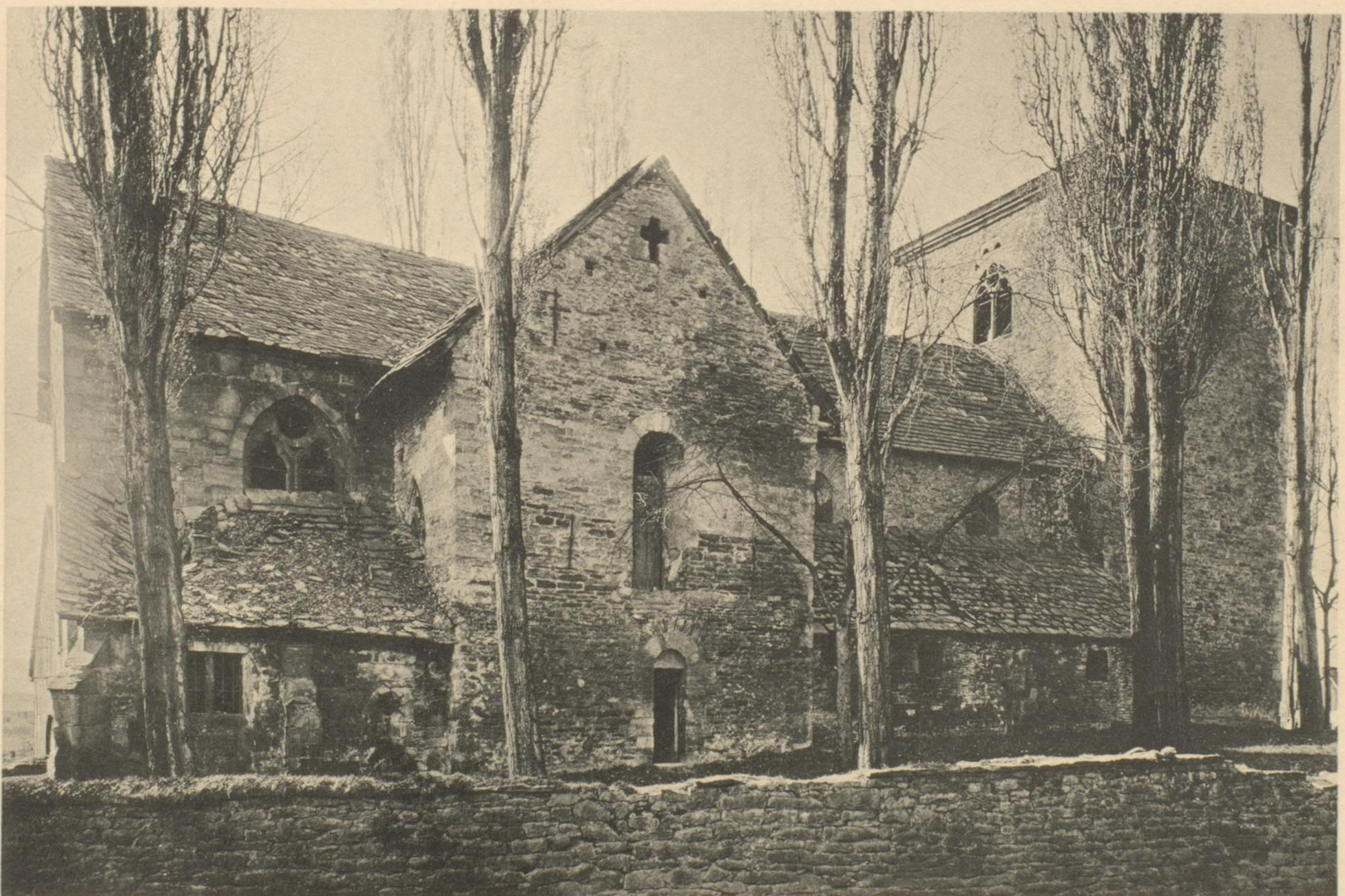
Die Georgskirche von der Nord-Ostseite im Jahre 1893

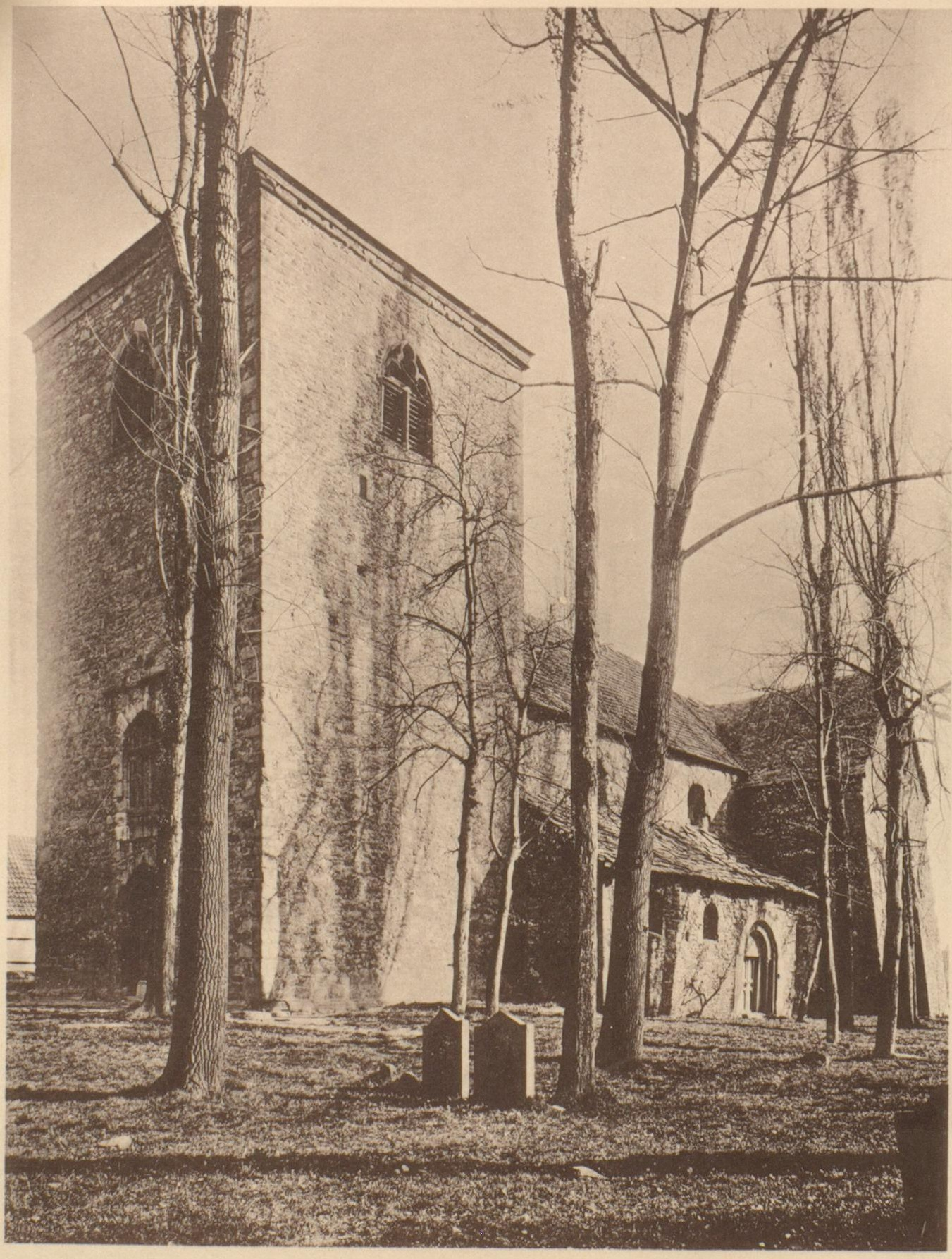
Die Georgskirche von der Süd-Westseite im Jahre 1893

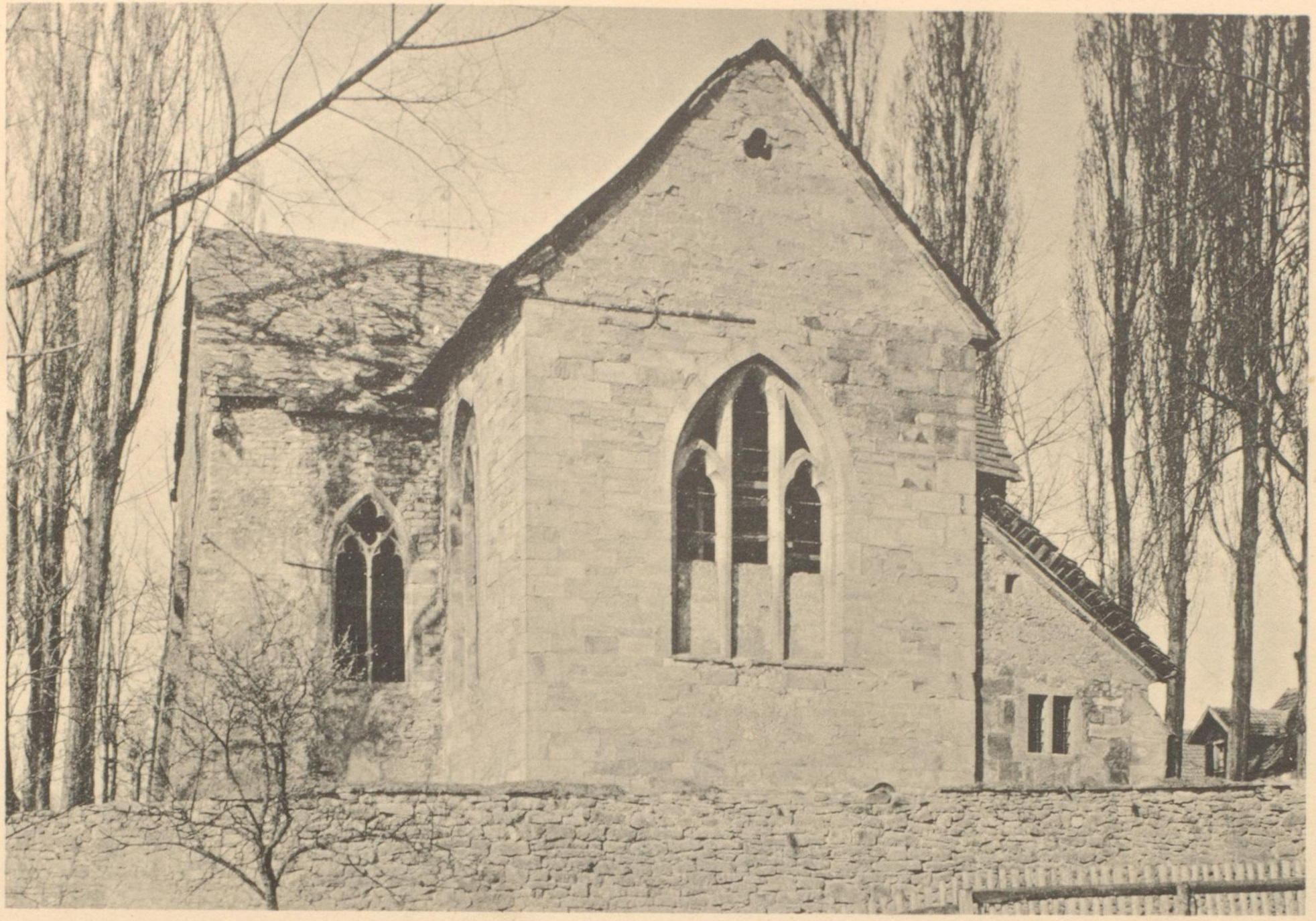
Die Georgskirche von der Ostseite im Jahre 1893.

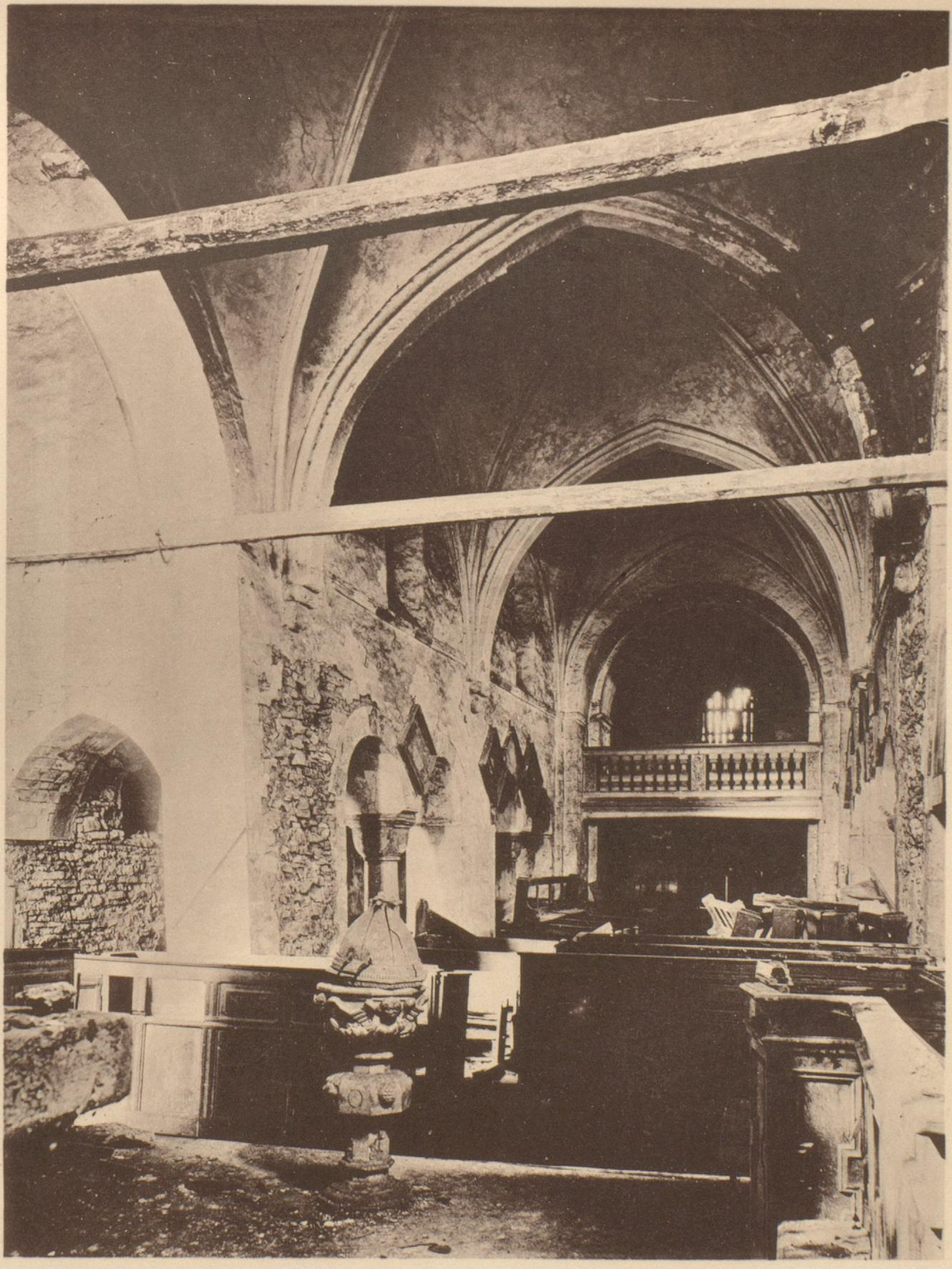
Innenansicht der Georgskirche im Jahre 1893.

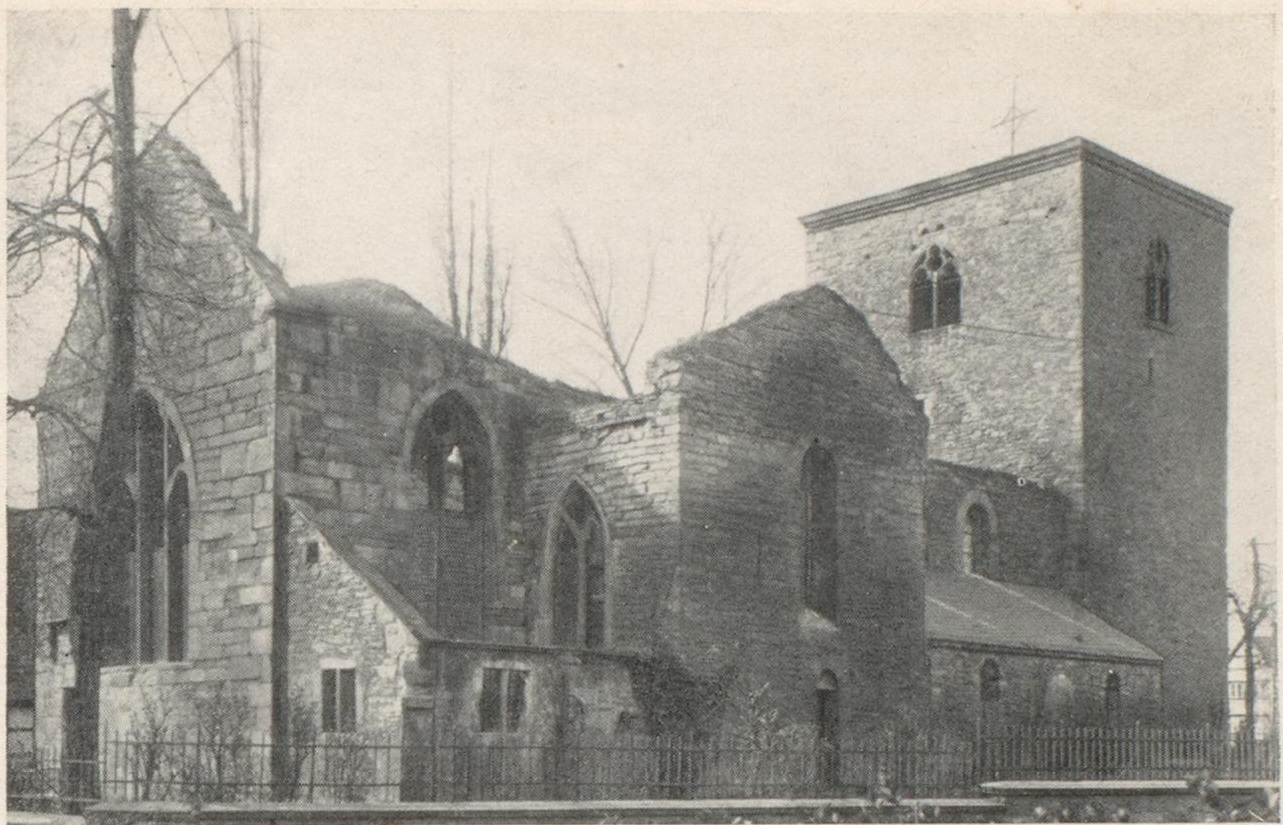
Die Georgskirche als Ruine von der Nord-Ostseite um 1920

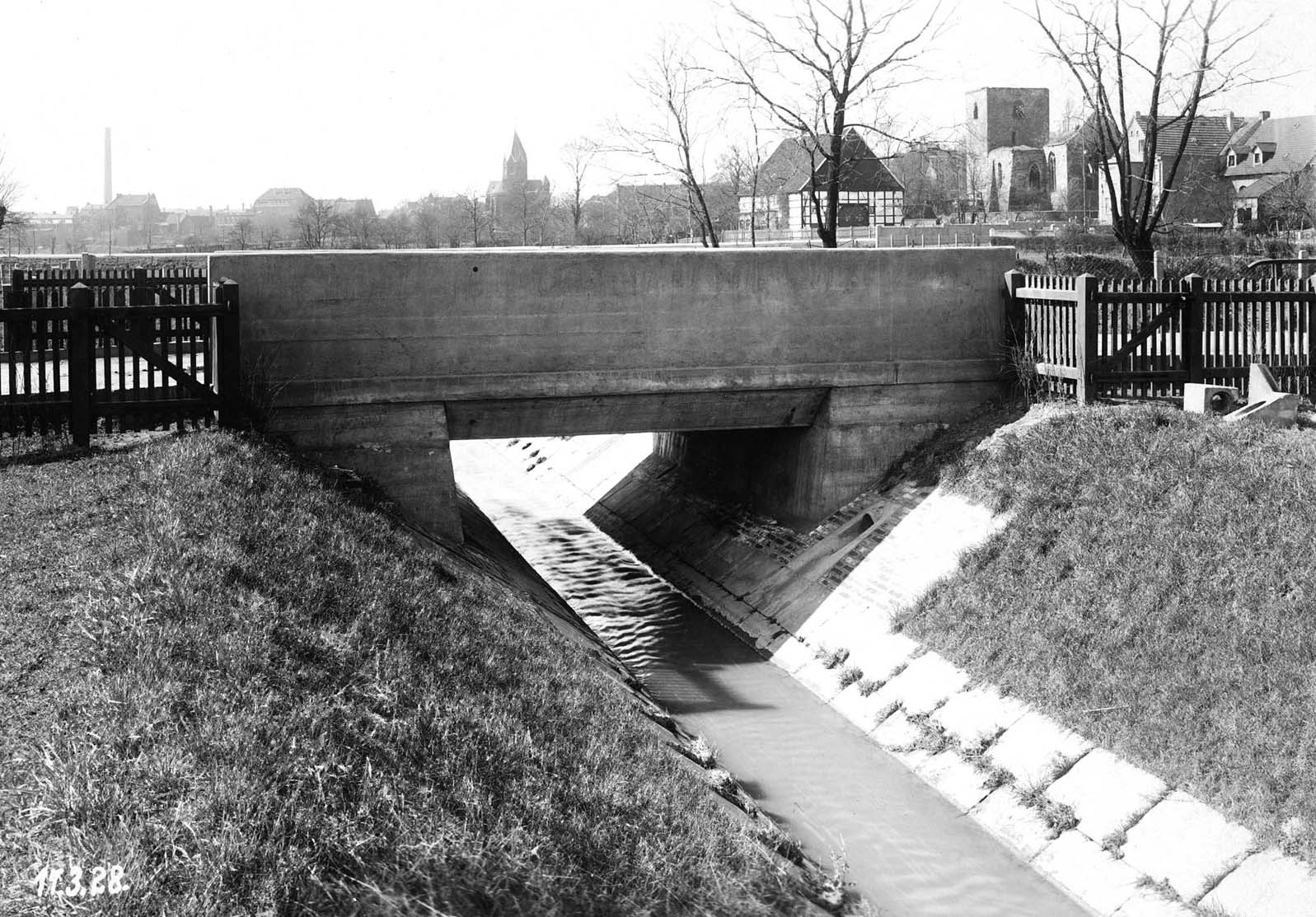
Die Georgskirche (rechts) kurz vor dem Wiederaufbau im Jahre 1928 von der Emscher aus gesehen. Weiter links (Bildmitte) die 1974 abgerissene alte St. Ewaldikirche.

Bedingt durch die Industrialisierung benötigte die stetig wachsende evangelische Kirchengemeinde Aplerbeck ein größeres Gotteshaus. Die neue Kirche wurde 1869 eingeweiht. Damit begann der Verfall der Georgskirche. Nach einem Blitzschlag in den Turmhelm im Jahre 1872 wurden keine Wiederherstellungsmaßnahmen durchgeführt. Erst 1887–1888 riss man den steilen Turmhelm ab und verkaufte die alten Eichenbalken, um Turm und Kirchenschiff notdürftig neu einzudecken. Teile der Kirche, wie historische Grabplatten aus dem Innenbereich, Steine und Säulen wurden ebenfalls vom Presbyterium und den Pfarrern verkauft. Die historische und denkmalgeschützte Friedhofslaterne wurde zerschlagen, die Reste entsorgt. Im Jahre 1894 stellte das Aplerbecker Presbyterium den Antrag die Kirche abzureißen, was durch die preußische Regierung verhindert werden konnte. Dies alles beobachtete der Provinzialkonservator Albert Ludorff, der bereits am 8. Oktober 1898 dem Kulturministerium in einem entsprechenden Schreiben von den Zuständen in Aplerbeck berichtete. Der Versuch der neuen katholischen Gemeinde in Aplerbeck, die Kirche zu kaufen, wurde durch ein Verbot aus Berlin verhindert. Bismarck und die Regierung in Berlin fürchteten zu dieser Zeit Verrat durch Jesuiten und den politischen Katholizismus. Selbst ihren Namen verlor die Georgskirche und wurde zur „Ruine“. Dies führte bei der Eingemeindung Aplerbecks nach Dortmund dazu, dass der Straßenname Königstraße in Ruinenstraße umgeändert wurde.
Als Ruine blieb die Georgskirche bis zum Jahre 1928 stehen. Die Wiederherstellung der alten Kirche, zusätzlich der Bau eines Gemeindehauses für etwa 800 Personen, eine Kaffeewirtschaft und das Wohnhaus eines Gastwirtes ist ebenso in der Planung wie die Errichtung eines Heimatmuseums auf zwei Etagen im Kirchenraum mit Einbau einer Zwischendecke. Diese Pläne scheiterten am Landeskonservator Johannes Körner. Dieser legte fest, dass die ursprüngliche Gestalt der Kirche nicht wesentlich verändert werden dürfe und erwirkte einen Bau, der den romanischen Baukörper wieder herstellt. Nicht verhindern konnte er die Errichtung des von Walter Becker entworfenen Kriegerdenkmals neben dem Eingangsportal des Westturms mit dem heiligen Michael, das der „Ruine“ nun den Beinamen „Michaelisbau“ verleiht.
Aus dem „Michaelisbau“ wurde durch Verfügung in der Zeit des Nationalsozialismus der „Saalbau“. Dieser wird der NSDAP zur Verfügung gestellt. Räume im Turm werden von der Hitlerjugend und der SA genutzt. Im Kirchenschiff, dem „Saalbau“ sollen Schießübungen stattgefunden haben.
Auch nach dem Krieg wurde die Kirche als Saal genutzt. Renovierungen blieben aus, bis 1963 durch die Gemeinde und den Landeskonservator die Kirche gründlich saniert wurde und auch wieder den Namen Georgskirche erhielt.

## Die Restaurierung von 1961–1963
Zu Beginn der 1960er Jahre befand sich die Georgskirche wieder in einem sehr schlechten Zustand. In einem Zeitungsbericht der Westfälischen Rundschau vom 22. September 1959 spricht der Architekt Hans P. Koellmann sogar von „Kulturschande“. Erst ein Brief von Herta Hesse-Frielinghaus, Museumsdirektorin des Karl Ernst Osthaus-Museums in Hagen, an den Landeskonservator brachte Bewegung in die Planungen für eine umfassende Renovierung. Über den Landeskonservator erwirkte Erich Riecke, seinerzeit Mitgliedes des Rates der Stadt Dortmund, dass notwendige Mittel für die Renovierung der Georgskirche in Aplerbeck zur Verfügung gestellt wurden.
Im Außenbereich bekam der Kirchturm einen neuen Turmhelm, die Dächer wurden repariert und neu gedeckt, die Fenster bekamen eine Bleiverglasung und das Mauerwerk wurde neu verfugt und eine Ringdrainage wurde angelegt. Auch der Innenbereich wurde grundlegend renoviert. Eine Heizung wurde eingebaut, der Fußboden saniert, Putzschäden wurden beseitigt, weitere Punkte sind Ausmalung, Installationen, die Renovierung der Turmzimmer und der Empore. Außerdem das Glockenhäuschen am Turmhelm. Nach Abschluss der Arbeiten, die unter der Leitung des Landesdenkmalamtes in Münster und des kirchlichen Bauamtes in Bielefeld standen, stellte der Restaurator Eberhard G. Neumann fest, „daß der Raum nach der Wiederherstellung durch die farbige Behandlung uns heutigen Betrachtern wieder als eine sakrale Einheit erscheint“. Am 29. September 1963 waren die Arbeiten abgeschlossen und die Kirche wurde mit einem Festgottesdienst eingeweiht. Dennoch bleiben für die Kirchengemeinde weitere Renovierungen, für die die Gemeinde bis heute auf Spenden angewiesen ist.

### Funde bei der Restaurierung von 1961–1963

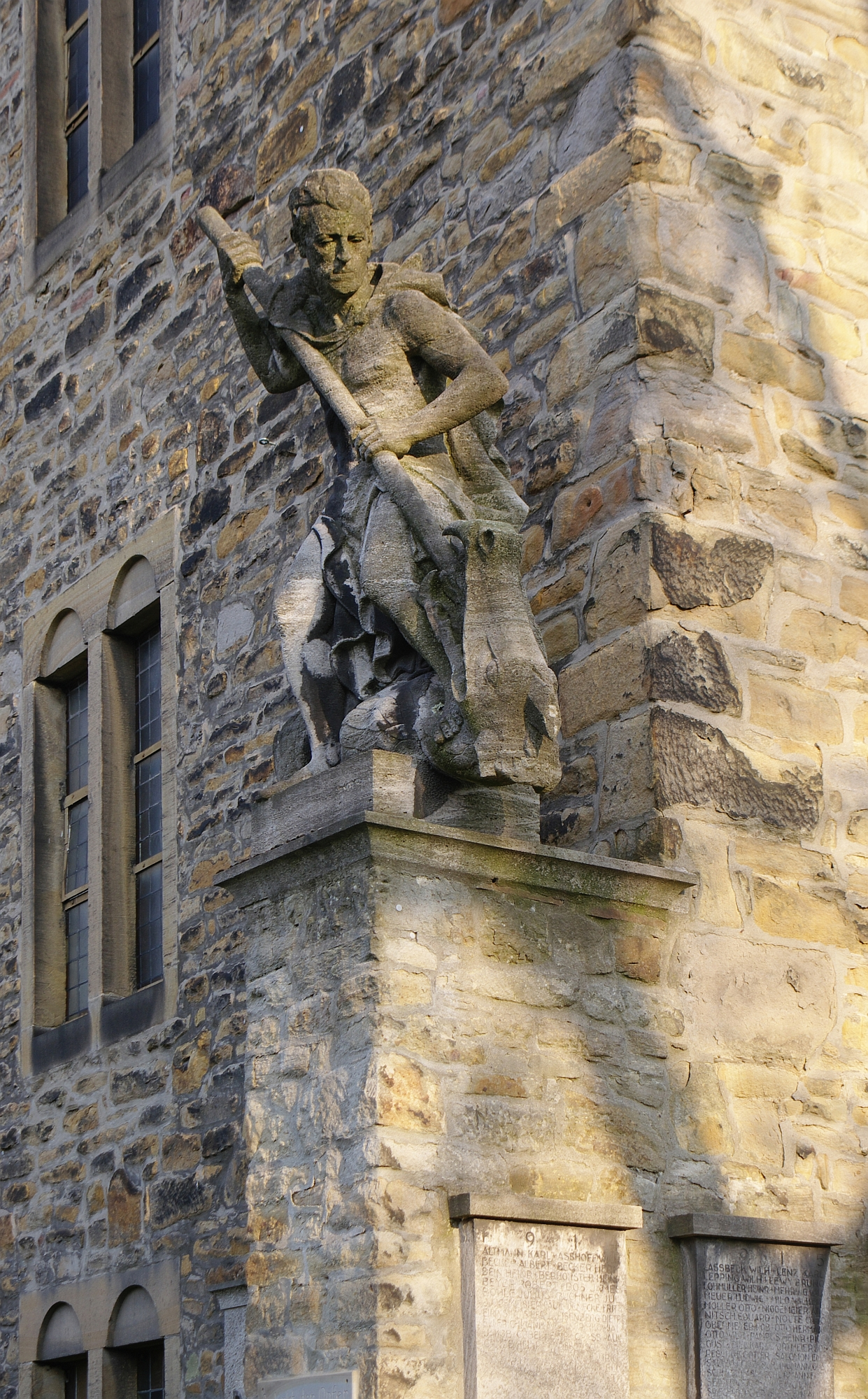
Denkmal des Namensgebers St. Georg im Kampf gegen den Drachen, darunter das Kriegerdenkmal am Westturm

Besonders bei den Grabungsarbeiten im Fußboden für den Bau der Kirchenheizung wurden interessante Funde gemacht. Im Chorraum fanden sich  etwa 30 cm tief unter dem heutigen Niveau die Reste eines Altars. In dieser Tiefe fanden sich auch Reste der ursprünglichen Apsis mit einem inneren Durchmesser von 1,70 m, Mauerstärke etwa 1,0 m und Fundamenttiefe von 0,9 m. Die Pfeiler des nördlichen Mittelschiffes stehen auf gewachsenem Boden und sind etwa einen Meter tief gegründet, die Pfeiler des südlichen Mittelschiffes hingegen stehen etwa 50 cm tief gegründet auf losem Bauschutt eines Vorgängerbaus. Weitere Reste dieses Vorgängerbaus fanden sich unter den östlichen Fundamenten, unter der ursprünglichen Apsis und als beigefarbige Putzbeimischung im nördlichen Bereich. An der Nordseite des östlichen Pfeilerfundaments fanden sich Reste eines Kugeltopfes. Dieser wird in die Zeit zwischen dem 9. und der Mitte des 11. Jahrhunderts datiert. Vor dem Nordwestpfeiler wurde etwa 15 cm unter der Oberfläche eine Grabkammer freigelegt mit Resten eines menschlichen Skeletts, bestattet in Ost-West-Richtung. Sie ist 1,85 m breit und 2,35 m lang. Sie wird in die zweite Hälfte des 14. oder die erste Hälfte des 15. Jahrhunderts datiert.

### Funde einer Probegrabung 1992
Weitere Funde wurden bei einer Probegrabung zwischen dem Südportal und dem südlichen Querschiff 1992 gemacht. Ein menschliches Skelett, bestattet in Ost-West-Richtung, eine weitere Grabkammer unter dieser Wand, in Nord-Süd-Richtung, älter als die auf ihr errichtete Wand, verfüllt mit Steinen, ein fränkisches Fundament in hochgestellter Steinlage unter dem westlichen Querschiff sowie diverse Knochen, Holzreste, Sargbeschläge, glasierte Scherben und Schmuckanhänger.

### Heutige Außenansicht
Ihre Außenansicht erhielt die Georgskirche 1979 zurück. Nachdem 1976 ein neues Gemeindezentrum südwestlich der Kirche eröffnet werden konnte, wurden die Anbauten an die Georgskirche, die noch aus der Zeit des „Michaelisbaus“ stammten, abgerissen. An dieser Stelle wurden die alten, noch vorhandenen Grabsteine wieder eingesetzt.

## Ausstattung

### Altar
Der ursprünglich vorhandene Blockaltar wurde 1984 durch einen Tischaltar ersetzt. Dieser besteht aus einer massiven Platte und zwei massiven Säulen. Der Altar ist ebenso wie die Kirche aus Ruhrsandstein aus einem Steinbruch in Syburg erstellt. Die Maße des Altars orientieren sich an den Maßen der Kirche. Der Entwurf für den Altar stammt von Siegfried Liesenberg, die Arbeiten wurden vom Steinmetz Oberste durchgeführt.

### Glocken

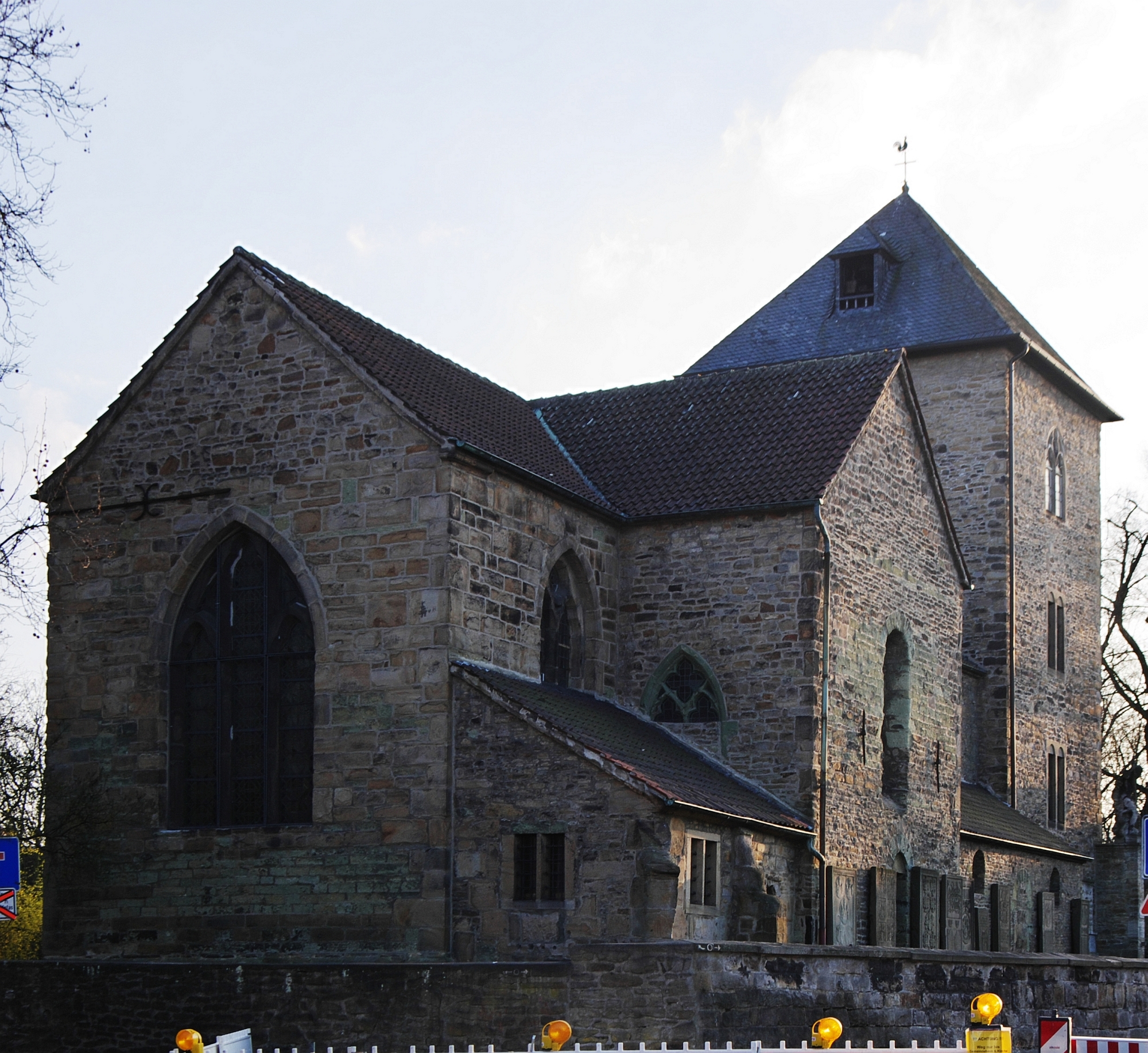
Georgskirche von Osten mit der Turmhaube und der daran befindlichen Dachgaube mit der Glocke.

An der Turmhaube befindet sich zur Ostseite eine Dachgaube mit Schallöffnungen. Dort hängt eine kleine Glocke, die als halbstündig und stündige Uhrenglocke und als Läutglocke erklingt. Leider befinden sich auf ihr keinerlei Hinweise auf das Alter oder den Gießer. Bekannt ist nur, dass sie sich schon vor dem Zweiten Weltkrieg im Turm befand.

### Triumphkreuz
Das Triumphkreuz stammt aus der Übergangszeit von der Romanik zur Gotik es wird auf etwa 1250 datiert. Das Original befindet sich als Leihgabe der Kirchengemeinde im Museum für Kunst und Kulturgeschichte Dortmund. In der Kirche befindet sich ebenso wie in der katholischen St.-Ewaldi-Kirche eine Kopie des Kreuzes. Auf einem Kreuz in roter Färbung mit einer blauen Einfassung befindet sich eine Christusgestalt mit Nimbus und Krone als lebender Christus mit nach rechts geneigtem Kopf, gelocktem Haar und Bart. Er zeigt einen sanften Gesichtsausdruck. Um die Hüfte, zur rechten Seite geknotet, trägt er ein Lendentuch mit einem schön ausgearbeiteten Faltenwurf. Die Grundzüge der Gestalt, besonders die stark ausgeprägten Rippenbögen und die Profilierung der Bauchpartie weisen auf romanischen Einfluss hin, die überschlagenen und mit nur einem Nagel fixierten Füße (Dreinageltypus, seit etwa 1260 allgemein verbreitet) zeigen einen gotischen Einfluss.

### Sakramentshäuschen
Das spätgotische Sakramentshäuschen ist etwa fünf Meter hoch. Es wurde 1964 nach alten Fotos restauriert. In der Mitte befindet sich eine Nische, mit einem schmiedeeisernen Gitter und von spitzbogigen Fenstern umgeben. Oberhalb der Nische befindet sich eine Christusfigur mit Kreuz, Geißel und Dornenkrone und im oberen Teil ein Kruzifix mit Korpus. Seitliche Säulen haben ursprünglich weitere Figuren getragen. Oben auf dem Sakramentshäuschen befindet sich ein Pelikan, der sich mit seinem Schnabel die Brust aufschlitzt, um, wie die Sage sagt, seine Jungen zu nähren. Dies ist ein spätgotisches Symbol für Christus, der sich für die Menschen hingibt.

### Taufstein

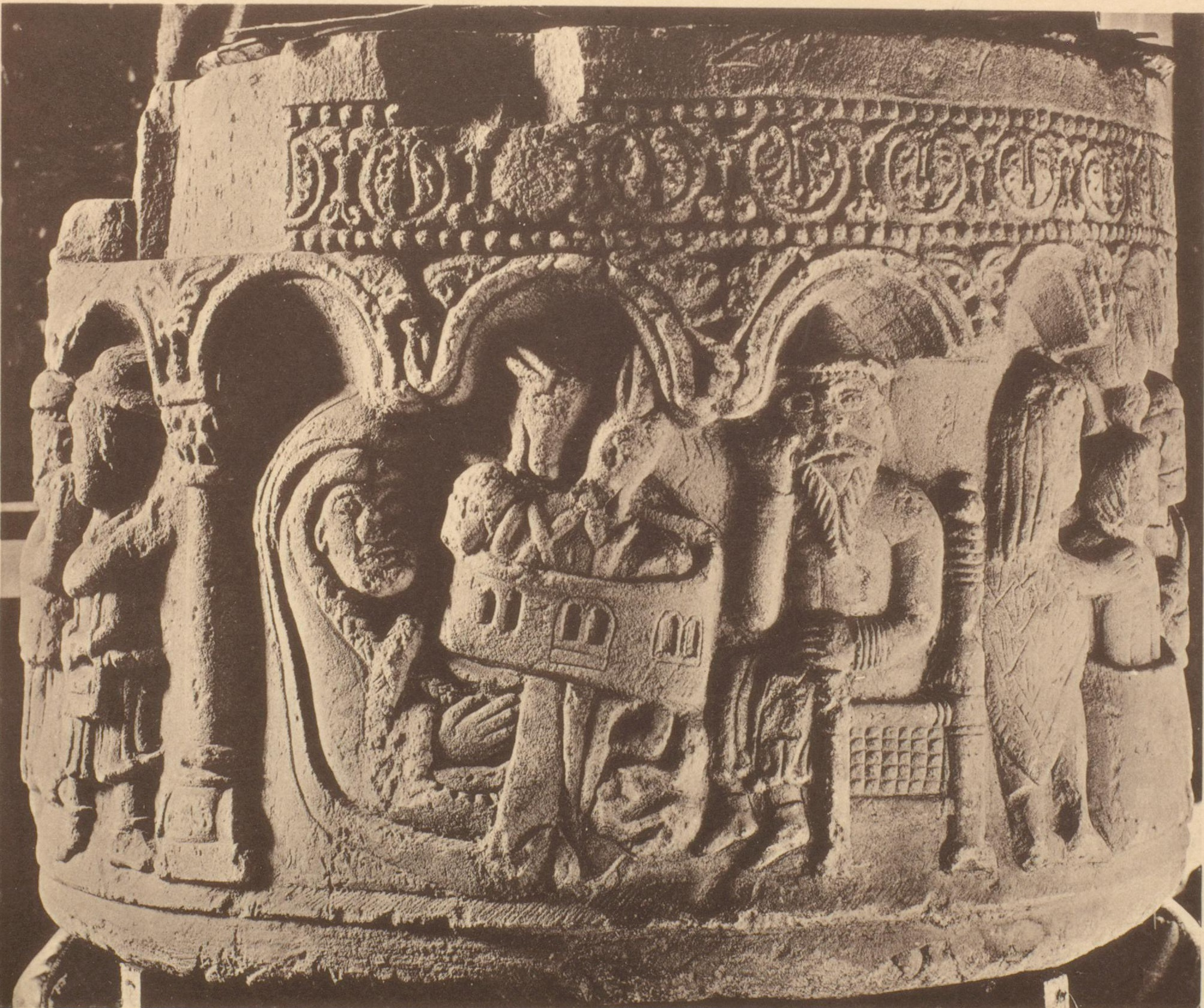
Der romanische Taufstein der Georgskirche in Aplerbeck um 1893.

Der Taufstein der Georgskirche stammt aus dem 12. Jahrhundert mit Ergänzungen von 1982. Auf ihm werden in fünf Szenen biblische Geschichten aus dem Leben Jesu erzählt. Diese Szenen sind der Kindermord zu Bethlehem, die Anbetung durch die Heiligen Drei Könige, die Geburt Jesu in der Weihnachtsgeschichte, die Taufe durch Johannes den Täufer und die Kreuzigung. Nachdem der Taufstein 1980 zurück in die Kirche gekommen war, bekam er seinen neuen Platz im Chorraum, nicht wie ursprünglich im Turm. Zusätzlich nötig waren ein neuer Fuß aus Ruhrsandstein und eine Taufkrone in der die Taufschale ruht.

### Himmelspforte
Ihren Eingang hat die ursprüngliche Kirche mit dem Südportal am südlichen Querschiff. Da durch dieses Portal nach damaliger Auffassung der himmlische Bezirk betreten wird, heißt dieser Zugang auch die „Himmelspforte“ oder die „Paradiespforte“. Errichtet wurde sie im 12. Jahrhundert, die rechte Säule ist 1928 erneuert worden. Das abgestufte Säulenportal umschließt mit einem Tauband und zwei im Schachbrettmuster verzierten Bögen eine Darstellung des Kosmos. Mit Rankenornamenten verziert umschließt dieses das Paradies. Das Innenfeld, in dem von links und rechts je ein Lebensbaum ragen, zeigt die Kreuzigungsszene. Das hier dargestellte, mittlere Kreuz befindet sich auf einer Halbkugel. Es wird links und rechts von zwei einfachen Kreuzen flankiert.